# سيفيرانس (مسلسل تلفزيوني)
سيفيرانس (بالإنجليزية: Severance) هو مسلسل خيال علمي أمريكي وإثارة نفسية من تأليف دان إريكسون وإخراج بن ستيلر وأويف مكاردل. نجوم المسلسل هم آدم سكوت، زاك شيري، بريت لور، تراميل تيلمان، جين تولوك، ديتشن لاشمان، مايكل تشيرنوس، جون تورتورو، كريستوفر واكن، وباتريشيا أركيت. تتابع الحبكة مارك (سكوت)، موظف في صناعات لومون الذي يوافق على برنامج «إنهاء الخدمة» الذي يتم فيه فصل ذكرياته خارج العمل عن ذكرياته داخل العمل.
عُرض المسلسل لأول مرة على أبل تي في + في 18 فبراير 2022. وقد نال استحسان النقاد والجماهير، الذين أشادوا بالتصوير السينمائي وتصميم الإنتاج والنتيجة الموسيقية والقصة والتمثيل (خاصةً سكوت). تلقى المسلسل 14 ترشيحًا في حفل توزيع جوائز الإيمي الرابع والسبعين. عرض الموسم الثاني في 17 يناير 2025، وتم تجديد المسلسل لموسم ثالث بتاريخ 21 مارس 2025 بعد عرض الحلقة الأخيرة من الموسم الثاني.

## نبذة
يُجبر موظفو شركة لومون للصناعات التكنولوجيا الحيوية، والمكلفون بمشاريع بالغة السرية، على الخضوع لعملية "فصل" - وهي إجراء طبي يُزرع فيه جهاز في أدمغتهم لضمان عدم احتفاظهم بأي ذكريات عن العالم الخارجي أثناء العمل، وعدم تذكر وظائفهم بعد مغادرتهم. ينتج عن هذا شخصيتان متمايزتان لكل موظف: "الموظف الداخلي"، الذي يعيش داخل لومون فقط، و"الموظف الخارجي"، الذي يعيش حياته الشخصية خارج العمل.
يقود مارك، الموظف المنفصل، زميليه ديلان وإيرفينغ في قسم تحسين البيانات الكلية في لومون. يجب على مارك الموازنة بين تحديات إدارة قسمه، بما في ذلك انضمام موظف داخلي جديد متمرد، هيلي، وقلقه المتزايد من لومون الذي يُشبه طائفة دينية. يجب على الموظف الخارجي لمارك التعامل مع المآسي الشخصية التي أدت إلى قراره بالانفصال، والتداخل المفاجئ بين حياتهما المنفصلة عندما تبدأ أسرار لومون بالتسلل إلى حياته الخارجية.

## الاستقبال

### ردود فعل النقاد
قوبل سيفيرانس بإشادة من النقاد عند صدوره.

## وصلات خارجية
- الموقع الرسمي
- سيفيرانس  في قاعدة بيانات الأفلام على الإنترنت (بالإنجليزية)